# فرط ضغط الدم الخبيث
فرط ضغط الدم الخبيث (بالإنجليزية: malignant hypertension)‏ أو أزمة ارتفاع ضغط الدم (بالإنجليزية: hypertensive crisis) أو فرط ضغط الدم الإسعافي (بالإنجليزية: hypertensive emergency)‏ أو أزمة فرط ضغط الدم (بالإنجليزية: Hypertensive crisis)‏ أو فرط الضغط المتسارع (بالإنجليزية: accelerated hypertension)‏ هو أحد أنواع فرط ضغط الدم والذي يصاحبه عجز حاد في أحد أجهزة الجسم مثل الجهاز العصبي المركزي وجهاز الدوران والجهاز البولي والذي قد يكون ضررا غير انعكاسي في العضو أو الجهاز.
يرتفع ضغط الدم حتى يصل إلى مستويات يعادل أو يتجاوز الضغط الانقباضي فيه 180 أو الانبساطي 110، ويتوقع من فرط ضغط الدم الذي يتجاوز هذه المستويات إلى إمكانية عالية لحدوث المضاعفات. قد لا تظهر أي أعراض على الأفراد المصابين بفرط ضغط الدم ضمن هذا النطاق، ولكنهم سيشتكون على الأغلب من الصداع (22٪ من الحالات) والدوار أكثر من غيرهم. من الأعراض الأخرى التي قد تصاحب فرط ضغط الدم الخبيث تدهور القدرة البصرية أو ضيق في التنفس بسبب قصور القلب أو الشعور العام بالتوعك بسبب الفشل الكلوي. ومن المعروف أن معظم الأفراد المصابين فرط ضغط الدم الخبيث يعانون من ارتفاع ضغط الدم، ولكن من الممكن أن تكون هناك عوامل إضافية هي التي أدت إلى ارتفاعه المفاجئ.
يحدث فرط ضغط الدم الخبيث عندما يكون هناك دليل على ضرر مباشر على واحد أو أكثر من أعضاء الجسم نتيجة لارتفاع شديد في ضغط الدم. وهذا الضرر قد يشمل الاعتلال الدماغي بارتفاع ضغط الدم، وهو ينجم عن تورم واختلال وظيفي في الدماغ، ويتصف بالصداع وتغير درجة الوعي (الارتباك أو الوسن). من العلامات الأخرى على ضرر الأعضاء المستهدفة وذمة حليمة العصب البصري ونزف ونضحة قعر العين. أما ألم الصدر فقد يدل على تضرر عضلة القلب (والذي يمكن أن يتطور إلى احتشاء عضلة القلب) أو في بعض الأحيان تسلخ الأبهر (تمزق في الجدار الداخلي للشريان الأبهر. يعتبر كل من ضيق النفس والسعال والبلغم، والمفرزات البلغمية المدماة من العلامات المميزة للوذمة الرئوية. هذه الحالة عبارة عن تورم أنسجة الرئة بسبب فشل البطين الأيسر (عدم قدرة البطين الأيسر من القلب على ضخ الدم بشكل كاف من الرئتين إلى الجهاز الشرياني). وقد يحدث أيضاً تدهور سريع في وظائف الكلى (القصور الكلوي الحاد) وفقر الدم الانحلالي باعتلال الأوعية الدقيقة. في هذه الحالات، يعد التخفيض السريع لضغط الدم ضروريًا جدًا لوقف استمرار تضرر الأعضاء. في المقابل، لا يوجد أي دليل على أن ضغط الدم يحتاج إلى تخفيض سريع في حالات ارتفاعه الطارئة غير المترافقة بأدلة على ضرر أي عضو مستهدف، فلا يخلو تخفيض ضغط الدم السريع والمبالغ فيه من المخاطر. يفضل استخدام الأدوية عن طريق الفم لخفض ضغط الدم تدريجيًا خلال فترة تتراوح بين 24 إلى 48 ساعة في حالات فرط ضغط الدم الطارئة.